# جان میلون
جان میلون (انگلیسی: John Meillon؛ ۱ مهٔ ۱۹۳۴ – ۱۰ اوت ۱۹۸۹) یک هنرپیشه اهل استرالیا بود. وی بین سال‌های ۱۹۵۹ تا ۱۹۸۸ میلادی فعالیت می‌کرد.
از فیلم‌ها یا برنامه‌های تلویزیونی که وی در آن نقش داشته است می‌توان به بیلی باد، کوچ‌نشین‌ها، کبوتر، داندی کروکودیل ۲ اشاره کرد.